# Свенца
Свенца (ум. 1308) — воевода слупский, гданьский и поморский. Один из влиятельных дворян Гданьского (Восточного) Поморья периода правления династии Собеславией.

## Биография
Свенца происходил из богатого поморского дворянского рода. Его отец владел имениями в районе города Слупск. Младший брат — Вавржинец, каштелян Слупска. В 1257 году Свенца занимал должность подстолия в Славно. Около 1266 года после смерти князя Святополка II Померанского Свенца был переведен в Слупск, где он занимал должность подкомория. В 1275 году он был возведен в звание каштеляна слупского. В качестве каштеляна Слупска Свенца стал чаще упоминаться в окружении восточно-поморского князя Мстивоя II. В 1276 году он был одним из двух должностных лиц, которые впервые в истории Гданьского Поморья поставили свою печать в княжеской грамоте.
В 1283 году Свенца участвовал в походе поморского войска против Бранденбургского маркграфства, у которого было отвоевано область Славно. В 1299 году князь краковский Владислав Локетек назначил Петра, сына Свенца, канцлером Восточного Поморья. В 1305 году король Польши и Чехии Вацлав II пожаловал Пётру должность старосты поморского, что способствовало обогащению рода. После повторного возвращения Восточного Поморья под власть Владислава Локетка Пётр Свенц был отстранен от занимаемых должностей, но его отец Свенца сохранил за собой должность воеводы поморского.
17 июля 1307 года род Сенцев заключил в Ледово договор с маркграфом Вальдемаром Бранденбургским, обещая ему свою помощь при завоевании Гданьского Поморья. Взамен маркграф Бранденбурга передал сыновьям Свенцы в наследственное владение области Дарлово, Полянув, Славно, Тухоля, Нове и Слупск. В результате это привело к захвату Восточного Поморья тевтонскими рыцарями в 1308 году.

## Семья
У Свенцы было три сына:
- Пётр из Нове и Полянува (умер 1327)
- Ян из Славно (умер 1347)
- Вавржинец из Дарлово (умер 1317).